# Андерсон, Джеймс Паттон
Джеймс Паттон Андерсон (англ. James Patton Anderson; 16 февраля 1822 — 20 сентября 1872) — американский медик, юрист и политик, известный тем, что служил представителем от вашингтонской территории в палате представителей США. Также служил членом законодательного собрания Миссисипи, делегатом на флоридском совете, принимавшем решение о сецессии штата и затем — делегатом от Флориды на Конгрессе Конфедерации. Впоследствии — генерал в армии Конфедерации, одно время командовал Теннессийской армией.

## Ранние годы
Андерсон родился около Винчестера в округе Франклин, штат Теннесси. В 1831 году переехал вместе с родителями в Кентукки, а в 1838 году — в Миссисипи. В 1840 году поступил в медицинскую школу Джефферсон-Колледж в Кэнонсберге (Пенсильвания), однако тяжелое финансовое положение семьи заставило его бросить учёбу в 1842 году, незадолго до окончания. Вернувшись домой, стал практикующим врачом.
Затем изучал право во Франкфорте (Кентукки) в правовой школе Монтроз, и получил лицензию адвоката в 1843 году, начав юридическую практику в Эрнандо в округе Десото, Миссисипи. В 1846 году вступил в ряды ополчения штата в звании капитана. Во время мексиканской войны командовал 2-м батальоном миссисипских стрелков в звании подполковника (с 22 февраля 1848 года). В июле того же года оставил службу.
После мексиканской войны стал политиком и служил в миссиссипской палате представителей, где познакомился с Джефферсоном Дэвисом, в прошлом также офицером-миссиссипцем. Когда Дэвис стал военным секретарем при президенте Франклине Пирсе, он направил Андерсона в Службу маршалов на вашингтонскую территорию. Андерсон переселился в Олимпию и несколько лет прослужил маршалом, после чего был избран представителем на 34-й конгресс 1855 года от партии демократов.
Когда его срок кончился и Андерсон увидел, что Союз разрушается, он вернулся на Юг и поселился во Флориде, обзаведясь плантацией около Монтичелло, которая называлась «Casa Bianca». Он стал представителем на флоридском конгрессе, принявшем постановление о сецессии штата. Весной 1861 года — один из трёх представителей от Флориды, посланных на Временный Конгресс Конфедеративных штатов Америки, где был разработан проект конституции и избран президент Конфедерации. Андерсон — одним из подписавших Конституцию КША.

## Гражданская война
Перед войной Андерсон был отправлен во флоридское ополчение в звании капитана. 1 апреля он получил звание полковника 1-го флоридского полка и первое время служил в Пенсаколе под командованием Брэкстона Брэга. С 12 октября 1861 по 27 января 1862 года командовал 2-й бригадой в Армии Пенсаколы.
10 февраля 1862 года получил звание бригадного генерала и направлен на Западный Театр, где в апреле командовал бригадой в сражении при Шайло. Летом и осенью 1862 года участвовал в Кентуккийской кампании, командовал дивизией (4 бригады) в составе корпуса Уильяма Харди. В октябре эта дивизия активно участвовала в сражении при Перривилле, а затем при Стоун-Ривер, при Чикамоге и Чаттануге, и 17 февраля 1864 года Андерсон был повышен до генерал-майора.
Некоторое время он командовал военным округом Флорида, затем, в июле 1864 года, вернулся к полевой службе и принял участие в Битве за Атланту. Сражаясь в составе корпуса Леонидаса Полка (Теннессийская армия), участвовал в сражениях при Эзра-Черч, Атой-Крик и в начале сражения при Джонсборо, пока не получил тяжелое ранение вечером 31 августа. По причине временной непригодности к строевой службе отправлен домой в Монтичелло.
Несмотря на запреты врачей, вернулся в армию в апреле 1865 года, во время Каролинской кампании. Прослужил до конца войны, и в итоге его отряд сдался федеральной армии у Гринсборо, Северная Каролина. 1 мая он был отпущен на свободу и официально амнистирован правительством 2 декабря 1866 года.

## Послевоенная деятельность
После войны Андерсон поселился в Мемфисе, штат Теннесси, но у него возникли проблемы с работой из-за боевых ранений. Он стал редактором небольшой сельскохозяйственой газеты. Умер в нищете в Мемфисе в возрасте 50 лет. Смерть наступила, предположительно, вследствие одного из его прежних ранений. Похоронен в Мемфисе на кладбище Эльмвуд.